# Cadel Evans Great Ocean Road Race 2018 (mannen)
De vierde editie van de wielerwedstrijd Cadel Evans Great Ocean Road Race vond plaats op 28 januari 2018. Start en finish was in Geelong, Victoria, Australië.

## Verloop
De 164 kilometer tellende koers was een van de wedstrijden op de UCI World Tour-kalender van 2018, waar het voor het tweede achtereenvolgende jaar was opgenomen. De titelhouder was de Duitser Nikias Arndt die dit jaar als zesde eindigde. Dit jaar bestond het erepodium uit de Australische winnaar Jay McCarthy, de Italiaan Elia Viviani op plaats twee en de Zuid-Afrikaan Daryl Impey op plaats drie.

## Deelnemende ploegen
| UCI World Tour 2018-teams | UCI World Tour 2018-teams | UCI World Tour 2018-teams | Overige                     |
| ------------------------- | ------------------------- | ------------------------- | --------------------------- |
| Mitchelton-Scott          | Team Sunweb               | Trek-Segafredo            | Team UniSA-Australia        |
| Lotto Soudal              | AG2R La Mondiale          | BMC Racing Team           | Aqua Blue Sport             |
| Quick-Step Floors         | Team LottoNL-Jumbo        | Team Dimension Data       | Israel Cycling Academy      |
| BORA-hansgrohe            | Team Sky                  | Team Katjoesja Alpecin    | Roompot-Nederlandse Loterij |

## Uitslag
| #  | Renner             | Ploeg                  | Tijd     |
| -- | ------------------ | ---------------------- | -------- |
| 1  | Jay McCarthy       | BORA-hansgrohe         | 4u04'00" |
| 2  | Elia Viviani       | Quick-Step Floors      | z.t.     |
| 3  | Daryl Impey        | Mitchelton-Scott       | z.t.     |
| 4  | Dries Devenyns     | Quick-Step Floors      | z.t.     |
| 5  | Simon Gerrans      | BMC Racing Team        | z.t.     |
| 6  | Nikias Arndt       | Team Sunweb            | z.t.     |
| 7  | Steele Von Hoff    | Team UniSA-Australia   | z.t.     |
| 8  | Maurits Lammertink | Team Katjoesja Alpecin | z.t.     |
| 9  | Enrico Battaglin   | Team LottoNL-Jumbo     | z.t.     |
| 10 | Lars Bak           | Lotto Soudal           | z.t.     |

Mannen: 2015 · 2016 · 2017 · 2018 · 2019 · 2020 · 
2021-2022 · 2023 · 2024 · 2025
Vrouwen: 2015 · 2016 · 2017 · 2018 · 2019 · 2020 · 
2021-2022 · 2023 · 2024 · 2025
 Tour Down Under ·
 Great Ocean Road Race ·
 Ronde van Abu Dhabi ·
 Omloop Het Nieuwsblad ·
 Strade Bianche ·
 Parijs-Nice · 
 Tirreno-Adriatico · 
 Milaan-San Remo ·
 Ronde van Catalonië ·
 Gent-Wevelgem ·
 Dwars door Vlaanderen ·
 E3 Harelbeke ·
 Ronde van Vlaanderen ·
 Ronde van het Baskenland ·
 Parijs-Roubaix ·
 Amstel Gold Race ·
 Waalse Pijl ·
 Luik-Bastenaken-Luik ·
 Ronde van Romandië ·
 Eschborn-Frankfurt ·
 Ronde van Italië ·
 Ronde van Californië ·
 Critérium du Dauphiné ·
 Ronde van Zwitserland ·
 Ronde van Frankrijk ·
 RideLondon Classic ·
 Clásica San Sebastián ·
 Ronde van Polen ·
  BinckBank Tour ·
 Ronde van Spanje ·
 EuroEyes Cyclassics ·
 Bretagne Classic ·
 GP van Quebec ·
 GP van Montreal ·
 Ronde van Lombardije ·
 Ronde van Turkije ·
 Ronde van Guangxi